# Aiguafreda
Aiguafreda (em catalão e oficialmente) ou Ayguafreda (em castelhano) é um município da Espanha na comarca de Vallès Oriental, província de Barcelona, comunidade autónoma da Catalunha. Tem 7,96 km² de área e em 2021 tinha 2 556 habitantes (densidade: 321,1 hab./km²).

## Demografia
| Variação demográfica do município entre 1991 e 2004[carece de fontes?] | Variação demográfica do município entre 1991 e 2004[carece de fontes?] | Variação demográfica do município entre 1991 e 2004[carece de fontes?] | Variação demográfica do município entre 1991 e 2004[carece de fontes?] |
| ---------------------------------------------------------------------- | ---------------------------------------------------------------------- | ---------------------------------------------------------------------- | ---------------------------------------------------------------------- |
| 1991                                                                   | 1996                                                                   | 2001                                                                   | 2004                                                                   |
| 2063                                                                   | 2090                                                                   | 2155                                                                   | 2241                                                                   |